# جايسون فولر (كاتب أغاني)
جايسون فولر (بالإنجليزية: Jason Fowler)‏ هو كاتب أغاني أمريكي، ولد في 21 يناير 1971 في أتلانتا في الولايات المتحدة.

## وصلات خارجية
- الموقع الرسمي